# トミー・ヌーナン
トミー・ヌーナン（英語: Tommy Noonan, 1921年4月29日 - 1968年4月24日）はアメリカ合衆国の俳優。トム・ヌーナン（Tom Noonan）としてクレジットされることもある。
1914年生まれの俳優ジョン・アイアランドは異父（または異母）兄（half-brother）。

## 略歴
兄のジョン・アイアランドと共に舞台俳優として活動を始めるが、第二次世界大戦中は海軍に入り、キャリアを中断する。除隊後、短い期間ブロードウェイで活動した後にRKOと契約してハリウッドに移る。そのときには既に兄ジョンは映画俳優として名を知られるようになっていた。
コメディ映画などで脇役を務める一方、1950年代には兄ジョンの妻（当時）で女優のジョアン・ドルーの弟ピーター・マーシャルとコメディコンビ「Noonan and Marshall」を結成し、テレビで活動するようになる。
その一方で映画俳優としてのキャリアも充実し、『紳士は金髪がお好き』（1953年）ではマリリン・モンローの間抜けな恋人をコミカルに演じ、また『スタア誕生』（1954年）ではジュディ・ガーランドの親友のピアノ弾きをシリアスに演じるなど、高い評価を得る。
1960年くらいから脚本・監督・製作にも携わるようになるが、1968年に悪性の脳腫瘍により、46歳で死去。47歳の誕生日の5日前だった。

## 私生活
1947年5月に女優のルシール・バーンズと結婚、2子をもうけるが、1952年に離婚。同年4月26日にキャロル・ラングレーと再婚し、4子をもうける。

## 主な出演作品
- 地獄への挑戦 I Shot Jesse James (1949) ※兄ジョン・アイアランドと共演。
- 誇りを汚すな The Return of Jesse James (1950)
- 紳士は金髪がお好き Gentlemen Prefer Blondes (1953)
- スタア誕生 A Star Is Born (1954)
- 恐怖の土曜日 Violent Saturday (1955)
- 恋は巴里で The Ambassador's Daughter (1956)
- 歓びの街角 Bundle of Joy (1956)
- 求婚大作戦 The Girl Most Likely (1958)